# Dorymyrmex bicolor

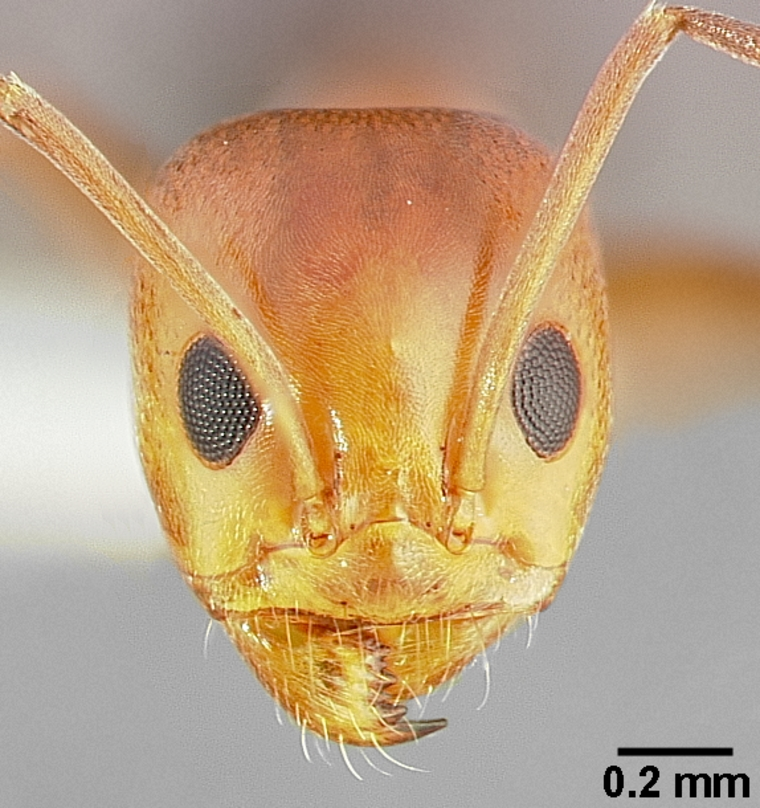
Dorymyrmex bicolor

Dorymyrmex bicolor (лат.) — вид мелких муравьёв рода Dorymyrmex из подсемейства долиходерины (Dolichoderinae, Leptomyrmecini). Эндемик пустынных регионов Нового Света (от юг США до Колумбии и Перу).

## Описание
Длина рабочих муравьёв составляет около 4 мм. Основная окраска головы и грудки желтовато-красная, брюшко чёрное. Длина головы рабочих (HL) 0,78—1,10 мм; ширина головы (HW) — 0,7—1,0 мм. Длина скапуса усика (SL): 0,78-1,05 мм.
Усики самок и рабочих 12-члениковые (у самцов антенны состоят из 13 сегментов). Нижнечелюстные щупики 6-члениковые, нижнегубные щупики состоят из 4 сегментов. Третий максиллярный членик вытянутый и равен по длине вместе взятым 4+5+6-м сегментам. Жвалы рабочих с 6-9 зубцами; с крупным апикальным зубцом (он значительно длиннее субапикального). Голени средних и задних ног с одной апикальной шпорой. Заднегрудка с проподеальным зубцом, направленным вверх. Стебелёк между грудкой и брюшком состоит из одного сегмента (петиоль). Развит псаммофор. Жало отсутствует. Крылья самцов и самок с закрытой радиальной ячейкой. Гнёзда почвенные с небольшим конусовидным холмиком у входа. Охотятся на мелких насекомых и собирают падь тлей. Вид был впервые описан в 1906 году американским мирмекологом Уильямом Мортоном Уилером в качестве вариетета под названием Dorymyrmex pyramicus var. bicolor (Wheeler, 1906). До видового статуса повышен в 1952 году русско-аргентинским мирмекологом Н. Н. Кузнецовым (Kusnezov, 1952). В 1973—1992 годах включался в составе рода Conomyrma.